# Glenniea
Glenniea é um género botânico pertencente à família Sapindaceae.

## Espécies
- Glenniea penangensis, (Ridl.) Leenhouts
- Glenniea unijuga, (Thwaites) Radlk.

1. ↑  «Glenniea — World Flora Online». www.worldfloraonline.org. Consultado em 19 de agosto de 2020